# Gustav Svensson
Gustav Svensson (Gotemburgo, 7 de febrero de 1987) es un futbolista sueco que juega en la demarcación de centrocampista para el IFK Göteborg de la Allsvenskan.

## Selección nacional
Tras jugar con la selección de fútbol sub-21 de Suecia, finalmente el 24 de enero de 2009 hizo su debut con la selección absoluta en un partido contra los Estados Unidos que finalizó con un resultado de 3-2 a favor del combinado estadounidense tras un hat trick de Sacha Kljestan para Estados Unidos, y de Daniel Nannskog y Mikael Dahlberg para Suecia. Además disputó dos encuentros de la clasificación para la Eurocopa 2016 y cuatro de la clasificación para la Copa Mundial de Fútbol de 2018.

## Clubes
| Club                  | País           | Año       | Partidos | Goles |
| --------------------- | -------------- | --------- | -------- | ----- |
| IFK Göteborg          | Suecia         | 2005-2010 | 125      | 8     |
| Bursaspor             | Turquía        | 2010-2012 | 36       | 0     |
| SC Tavriya Simferopol | Ucrania        | 2012-2014 | 23       | 0     |
| IFK Göteborg          | Suecia         | 2014-2015 | 66       | 1     |
| Guangzhou R&F         | China          | 2016      | 33       | 0     |
| Seattle Sounders FC   | Estados Unidos | 2017-2020 | 108      | 7     |
| Guangzhou City F. C.  | China          | 2021      | 5        | 0     |
| IFK Göteborg          | Suecia         | 2021-     | 115      | 4     |

## Palmarés

### Títulos nacionales
| Título              | Club                | País           | Año  |
| ------------------- | ------------------- | -------------- | ---- |
| Allsvenskan         | IFK Göteborg        | Suecia         | 2007 |
| Supercopa de Suecia | IFK Göteborg        | Suecia         | 2008 |
| Copa de Suecia      | IFK Göteborg        | Suecia         | 2008 |
| Copa de Suecia      | IFK Göteborg        | Suecia         | 2015 |
| Copa MLS            | Seattle Sounders FC | Estados Unidos | 2019 |